# قافلة المخطوطات الأندلسية
قافلة المخطوطات الأندلسية (بالإسبانية: La Caravana del manuscrito andalusí) هو فيلم وثائقي لعام 2007 من إخراج ليديا بيرالتا غارسيا [الإنجليزية]، يتحدث عن المخطوطات الأندلسية.

## الملخص
خلال القرنين الثاني عشر والخامس عشر، في الأندلس ، أُلِّفَت العديد من الكتب العلمية. عندما طُرد المسلمون من إسبانيا، أخذ العديد منهم مخطوطاتهم معهم. واليوم يمكن العثور عليها منتشرة في مكتبات خاصة، على طول طريق القوافل عبر المغرب وموريتانيا ومالي. من طليطلة إلى تمبكتو، يتتبع هذا الفيلم الوثائقي آثارهم. بطل الرواية، إسماعيل ديادي حيدرة، صاحب مكتبة الأندلس في تمبكتو، قضى سنوات وهو يحاول استعادة مخطوطات عائلته ومعها ماضيه في الأندلس.

## الإنتاج
أُنتج الفيلم بمساعدة سدكوم مالقة (بالإنجليزية: CEDECOM Malaga). سافرت المخرجة ليديا بيرالتا غارسيا لمدة خمسة أشهر وقطعت أكثر من 6,000 كيلومتر (3,700 ميل) على الطريق من طليطلة في إسبانيا إلى تمبكتو في مالي لتصوير الفيلم الوثائقي. وفقًا لبيرالتا، فقد الوصف العمل بـ"فيلم وثائقي مثل هذا يجعلك تدرك تمامًا أنه لعدة قرون كنا نشارك نفس التاريخ، بينما اليوم يتمتع البعض ببشرة بيضاء والبعض الآخر أسود".

## الجوائز
فاز فيلم "قافلة المخطوط الأندلسي" بجائزة أفضل فيلم وثائقي في المهرجان الدولي العاشر للأفلام المستقلة.  وقد رُشِّح أيضًا لجائزة أفضل فيلم وثائقي في مهرجان ماربيا السينمائي الدولي [الإنجليزية] عام 2008.

## طالع أيضًا
- قائمة الأفلام المتعلقة بالإسلام